# Ipermodernismo (scacchi)
L’ipermodernismo è una teoria degli scacchi sviluppatasi nei primi decenni del Novecento dalle tesi di Aaron Nimzowitsch, Richard Réti, Xavier Tartakower e Alexander Alekhine. Questa teoria afferma che i due giocatori per controllare il centro non hanno bisogno di occuparlo materialmente con i pedoni, ma esso può anche essere controllato con i pezzi leggeri (alfieri e cavalli). Alcune aperture basate su questa teoria sono la Difesa indiana, nelle sue varianti, e la Difesa Grünfeld che portano di solito a partite tranquille, dove uno dei due giocatori occuperà il centro con i pedoni, mentre l’altro contrasterà questo controllo con i pezzi leggeri e lo attaccherà sfruttando spinte di rottura dei pedoni laterali.